# Bob Clement
Robert Nelson Clement, detto Bob (Nashville, 23 settembre 1943), è un politico statunitense, membro della Camera dei Rappresentanti per lo stato del Tennessee dal 1988 al 2003.

## Biografia
Nato a Nashville, Clement è figlio del politico Frank Clement, che fu governatore del Tennessee negli anni cinquanta e sessanta. Dopo aver frequentato l'Università del Tennessee e l'Università di Memphis prestò servizio nella guardia nazionale.
Entrato in politica con il Partito Democratico come suo padre, nel 1973 fu eletto all'interno della Tennessee Public Service Commission, dove restò per i successivi sei anni. Nel 1978 si candidò infruttuosamente alla carica di governatore. Fu poi membro della Tennessee Valley Authority.
Nel 1982 si candidò alla Camera dei Rappresentanti ma non riuscì ad essere eletto, venendo sconfitto dall'avversario repubblicano Don Sundquist. Negli anni successivi fu rettore della Cumberland University, un college privato.
Nel 1988, dopo le dimissioni del deputato Bill Boner, eletto sindaco di Nashville, Clement si candidò nuovamente alla Camera e in questa occasione riuscì a vincere le elezioni speciali, divenendo deputato. Venne eletto per un mandato completo nel novembre dello stesso anno e successivamente riconfermato dagli elettori per altri sei mandati negli anni seguenti.
Nel 2002 non chiese la rielezione alla Camera, candidandosi invece al Senato; Clement fu tuttavia sconfitto dall'avversario repubblicano Lamar Alexander e lasciò così il Congresso dopo quindici anni di permanenza.
Nel 2007 si candidò alla carica di sindaco di Nashville ma fu sconfitto di misura da Karl Dean.